# Onésime Clerc

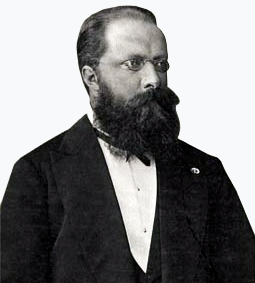
Onésime Clerc

Onésime Jegorowitsch Claire, auch George Onésime Clerc, (russisch Онисим Егорович Клер, Transliteration Onisim Jegorovič Kler; * 25. Februar 1845 in Corcelles, Kanton Neuenburg; † 18. Januar 1920 in Jekaterinburg) war ein russischer Naturforscher Schweizer Herkunft.

## Leben
Clerc ist in Corcelles geboren und absolvierte die Gewerbeschule in Neuenburg. Die familiären Verhältnisse erlaubten ihm nicht ein Universitätsstudium.
1862 wanderte Clerc nach Russland aus und wurde Französischhauslehrer bei den Trubezkois in Moskau. Nach einer Prüfung an der Kaiserlichen Universität St. Petersburg durfte er Französisch an Bildungseinrichtungen unterrichten. Nach drei Jahren in Moskau arbeitete er in Jaroslawl, wo er sich an der Arbeit der örtlichen Naturwissenschaftlichen Gesellschaft beteiligte.
1867 wurde Clerc Französischlehrer am 1861 eröffneten Jungengymnasium in Jekaterinburg. Er erforschte die Natur und die Sehenswürdigkeiten in der Umgebung Jekaterinburgs. Dabei unterstützten ihn der Direktor des Gymnasiums und die Kollegen sowie auch der Direktor der Bergbauschule Jekaterinburg Narkis Konstantinowitsch Tschupin. Bald gründete er die Uraler Gesellschaft der Naturkundefreunde (UOLJ), deren Sekretär und dann Präsident er bis zu seinem Tode blieb, und dazu das Museum der UOLJ, das Ende 1870 eröffnet und später das Heimatmuseum der Oblast Swerdlowsk wurde.
1870 heiratete Clerc die Tochter eines Priesters Natalija Nikolajewna Solotowa, mit der er vier Kinder hatte. Der älteste Sohn Wladimir studierte an der Universität Genf und wurde Biologe. Der zweite Sohn Modeste wurde Geologe. Der dritte Sohn Georgi wurde Zoologe. Das jüngste Kind Kristiana wurde Französischlehrerin in Schadrinsk.
Clerc veröffentlichte geologische und naturkundliche Arbeiten. Er benannte botanische Taxa. Im Internationalen Code der Nomenklatur für Algen, Pilze und Pflanzen erscheint sein Name in der Form Clerc. Er war Mitglied von mehr als 20 ausländischen und russischen wissenschaftlichen Gesellschaften.
Clercs Namen trägt der jährlich vergebene Preis für das beste Museumsprojekt im Ural. 2015 wurde in Jekaterinburg an Eingang des Heimatmuseums das erste Clerc-Denkmal in Russland aufgestellt.

## Ehrungen
- Nordstern-Orden
- Ordre des Palmes Académiques[1]